# Пиџон (Мичиген)
Пиџон (енгл. Pigeon) град је у америчкој савезној држави Мичиген.

## Демографија
По попису из 2010. године број становника је 1.208, што је 1 (0,1%) становника више него 2000. године.
| Група             | 2000.         | 2010.         |
| Белци             | 1.151 (95,4%) | 1.162 (96,2%) |
| Афроамериканци    | 2 (0,2%)      | 4 (0,3%)      |
| Азијати           | 7 (0,6%)      | 2 (0,2%)      |
| Хиспаноамериканци | 31 (2,6%)     | 34 (2,8%)     |
| Укупно            | 1.207         | 1.208         |